# Lacul Dunăreni
Lacul Dunăreni este o arie protejată de interes național ce corespunde categoriei a IV-a IUCN (rezervație naturală, tip mixt, avifaunistic și botanic), situată în județul Constanța, pe teritoriul administrativ al comunei Aliman, satul Dunăreni. 

## Descriere
Rezervația naturală are o suprafață de 704 ha, și reprezintă o zonă de ape stătătoare (un lac de luncă format în urma procesele de eroziune și de depunere a sedimentelor fluviale pe o vale secundară), mlaștini și terenuri arabile, ce adăpostește și găzduiește specii protejate de păsări acvatice migratoare, cât și specii de păsări care iernează pe teritoriul ariei.

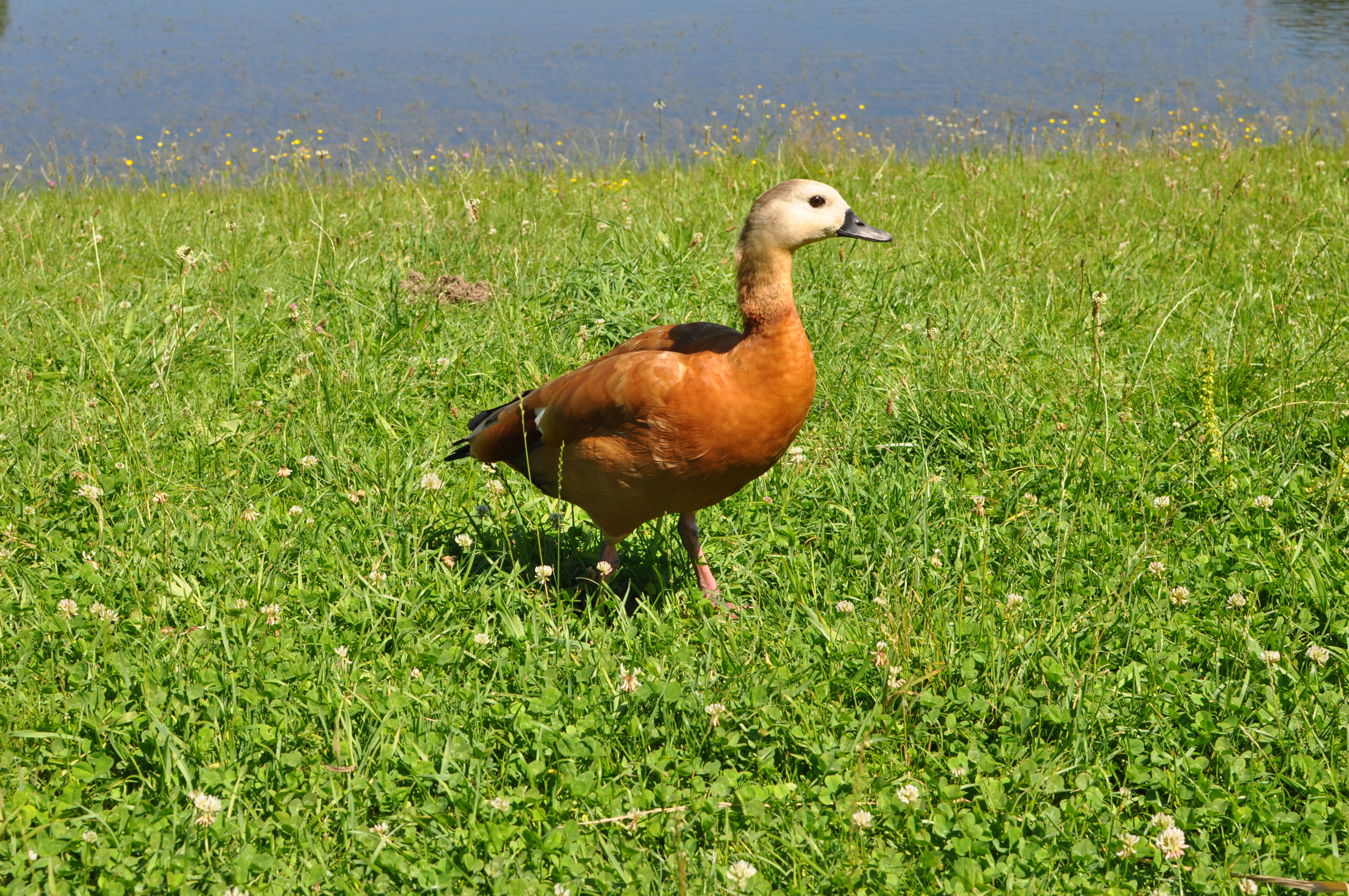
Călifarul roșu (Tadorna ferruginea)

## Specii de păsări calificative
Pelecanus crispus, Aythya nyroca, Branta ruficollis, Chlidonias hybridus, Pelecanus onocrotalus, Phalacrocorax pygmaeus, Platalea leucorodia, Plegadis falcinellus, Ardeola ralloides, Anser albifrons, Larus ridibundus, Charadrius alexandrinus, Glareola pratincola, Larus melanocephalus, Larus minutus, Recurvirostra avosetta, Tadorna ferruginea.

### Biotopuri principale
- Ape stătătoare (44,4%)
- Mlaștini (25,5%)
- Terenuri arabile neirigate (20,5%)
- Zone cultivate complexe (7,7%)

## Căi de acces
Situat la nord-est de lacul Oltina, Lacul Dunăreni este accesibil de pe drumul național 3, urmând traseul Ion Corvin – Floriile – Aliman – Dunăreni. O altă variantă de acces este Ion Corvin – Mircești – Viile – Dunăreni, însă porțiunea de traseu Viile - Dunăreni este greu practicabilă, în special în condiții meteorologice nefavorabile.